# Янгер, Джордж, 1-й виконт Янгер Лекский
Джордж Янгер, 1-й виконт Янгер Лекский (англ. George Younger, 1st Viscount Younger of Leckie; 13 октября 1851 — 29 апреля 1929) — британский политик. Он был известен как сэр Джордж Янгер, 1-й баронет с 1911 по 1923 год.

## Ранний период жизни
Родился 13 октября 1851 года. Старший сын Джеймса Янгера (1818—1868) и Джанет Макьюэн (? — 1912). Он получил образование в Эдинбургской академии.

## Карьера
Янгер покинул колледж в возрасте 17 лет после смерти отца, чтобы управлять семейной пивоварней George Younger and Son, бизнесом, основанным его прадедом, Джорджем Янгером из Аллоа, Клакманнаншир. Он стал председателем в 1897 году.
Джордж Янгер был заместителем лейтенанта Клакманнаншира с ноября 1901 года и членом Палаты общин от Юнионистской партии в Эйр-Бергсе с 1906 по 1922 год. Он также был председателем Организации юнионистской партии с 1916 по 1923 год и казначеем юнионистской партии в 1923 году.
12 июля 1911 года ему был пожалован титул баронета Янгера из Леки в графстве Клакманнаншир, а позднее, 20 февраля 1923 года, — титул виконта Янгера из Леки в графстве Клакманнаншир.

## Семья и смерть
10 июня 1879 года лорд Джордж Янгер женился на Люси Смит (? — 26 мая 1921), дочери Эдварда Смита. У супругов было трое детей:
- Джеймс Янгер, 2-й виконт Янгер Лекский (19 мая 1880 — 4 декабря 1946)[1], старший сын и преемник отца.
- Второй лейтенант Эдвард Джон Янгер (1 июля 1882 — 23 декабря 1901)[1]
- Лейтенант Чарльз Фрирсон Янгер (9 сентября 1885 — 21 марта 1917)[1].

Джордж Янгер скончался умер 29 апреля 1929 года в возрасте 77 лет. Ему наследовал его старший сын Чарльз.
Одним из его правнуков был консервативный политик Джордж Янгер, 4-й виконт Янгер Лекский (1931—2003), который занимал министерскую должность государственного секретаря по делам Шотландии с 1979 по 1986 год и государственного секретаря по обороне с 1986 по 1989 год.